# Batracomorphus pyrrhus
Batracomorphus pyrrhus är en insektsart som beskrevs av Knight 1983. Batracomorphus pyrrhus ingår i släktet Batracomorphus och familjen dvärgstritar. Inga underarter finns listade i Catalogue of Life.